# Dichotomius nisus
Dichotomius nisus es una especie de escarabajo coprófago del género Dichotomius, subfamilia, Scarabaeinae, orden Coleoptera. Fue descrita por Olivier en 1789.

## Descripción
El cuerpo mide 14,9-21,7 mm, con una media de 16,2 mm de longitud.

## Distribución y hábitat
Especie originaria del Neotrópico. Se distribuye por Argentina, Bolivia, Brasil, Guyana, Colombia, Guayana Francesa, Paraguay, Venezuela y Guatemala. Habita en tierras bajas, también en pastizales y bosques secos a altitudes de hasta 1250 metros.